# Rijnbrug bij Worms
De Rijnbrug bij Worms is een tweesporige stalen vakwerkbrug in Duitsland over de Rijn bij de stad Worms. De spoorbrug is 930 meter lang en is onderdeel van de spoorlijn Darmstadt – Worms. De brug werd geopend in 1960 en ligt iets meer dan 2 kilometer ten noorden van de Nibelungenbrücke.